# جيمي فورست
جيمي فورست (بالإنجليزية: Jimmy Forrest)‏ هو لاعب كرة قدم بريطاني (وحمل سابقاً جنسية المملكة المتحدة لبريطانيا العظمى وأيرلندا) في مركز الدفاع، ولد في 24 يونيو 1864 في بلاكبرن في المملكة المتحدة، وتوفي في 30 ديسمبر 1925. شارك مع منتخب إنجلترا لكرة القدم. أما مع النوادي، فقد لعب مع بلاكبيرن روفرز وDarwen F.C. (1870) ‏.

## وصلات خارجية
- جيمي فورست على موقع قاعدة بيانات كرة القدم.إي يو (الإنجليزية)
- جيمي فورست على موقع ناشيونال فوتبول تيمز (الإنجليزية)
- جيمي فورست على موقع عالم كرة القدم.نت (الإنجليزية)